# Capparis fascicularis
Capparis fascicularis es una planta de la familia Capparaceae, nativa de África. 

## Descripción

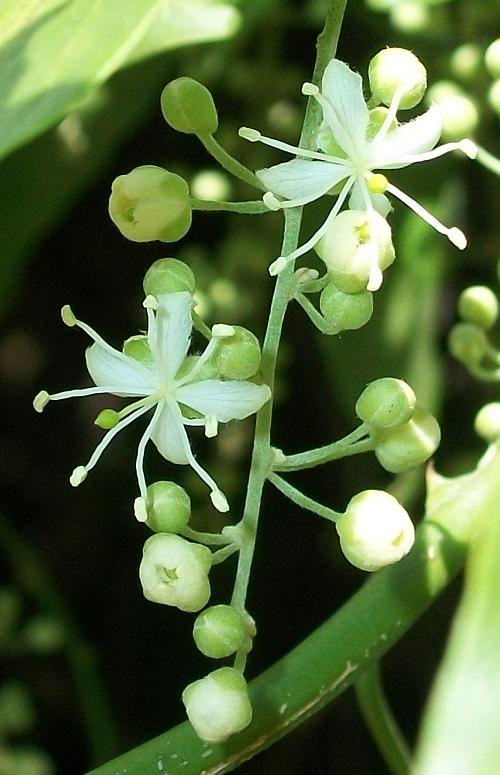
Flores de Capparis fascicularis

Alcanza hasta 7 m de altura. Es un arbusto escalador o enredadera, con espinas de 2 a 3 mm en forma de gancho en el tallo; con corteza gris oscura. Las hojas son alternas, verdes, lanceoladas, de 2 a 4 cm de longitud por 1 a 1,5 cm de ancho; terminadas en punta en la variedad C.f. zeyheri y en una muesca en la variedad C.f. fascicularis; pecílo de 2 a 5 mm de largo. Inflorescencia axilar; las flores son blancas, con 4 sépalos de 4 a 5 mm de largo y 4 pétalos de 10 cm. Los frutos son esféricos, de 1,5 2 cm de diámetro, de color anaranjado a castaño o, en la variedad C.f. fascicularis, púrpura negruzco al madurar.

## Hábitat
Se encuentra generalmente en matorrales caducifolios y en matorrales o pastizales con árboles dispersos, bordes del bosque seco, bosques siempre verde y fluviales secos de secano, y a veces en montículos de termitas.

## Interacciones bióticas
Ha sido reportada como planta hospedera de las mariposas Leptosia alcesta, Belenois aurota, Eronia cleodora, Belenois creona, Belenois gidica.

## Usos
Las hojas se usan como condimento. Se comercializan en los mercados de Nigeria.

## Taxonomía
Capparis fascicularis fue descrita por Augustin Pyrame de Candolle y publicado en Prodromus Systematis Naturalis Regni Vegetabilis 1: 248. 1824.
Etimología
Capparis: nombre genérico que procede del griego: kapparis que es el nombre de la alcaparra.
fascicularis: epíteto latino que significa "en paquetes".
Sinónimos
- Capparis flanaganii Gilg & Gilg-Ben. (1915)
- Capparis rudatisii Gilg & Gilg-Ben. (1915)
- Capparis transvaalensis Schinz (1912)
- Capparis calvescens Gilg & Gilg-Ben. (1915) not Gilg & Benedict!
- Capparis somalensis Gilg (1895)
- Capparis rothii Oliv. (1868)
- Capparis jodotricha Gilg & Gilg-Ben. (1915)
- Capparis oliveriana Gilg
- Capparis schlechteri Schinz (1912)
- Capparis solanoides Gilg & Gilg-Ben. (1915) not Gilg & Benedict!
- Capparis marlothii Gilg & Gilg-Ben. (1915) not Gilg & Benedict![11][12]